# Sarinasuf, Tulcea
Sarinasuf este un sat în comuna Murighiol din județul Tulcea, Dobrogea, România.